# Eduard Goldstücker

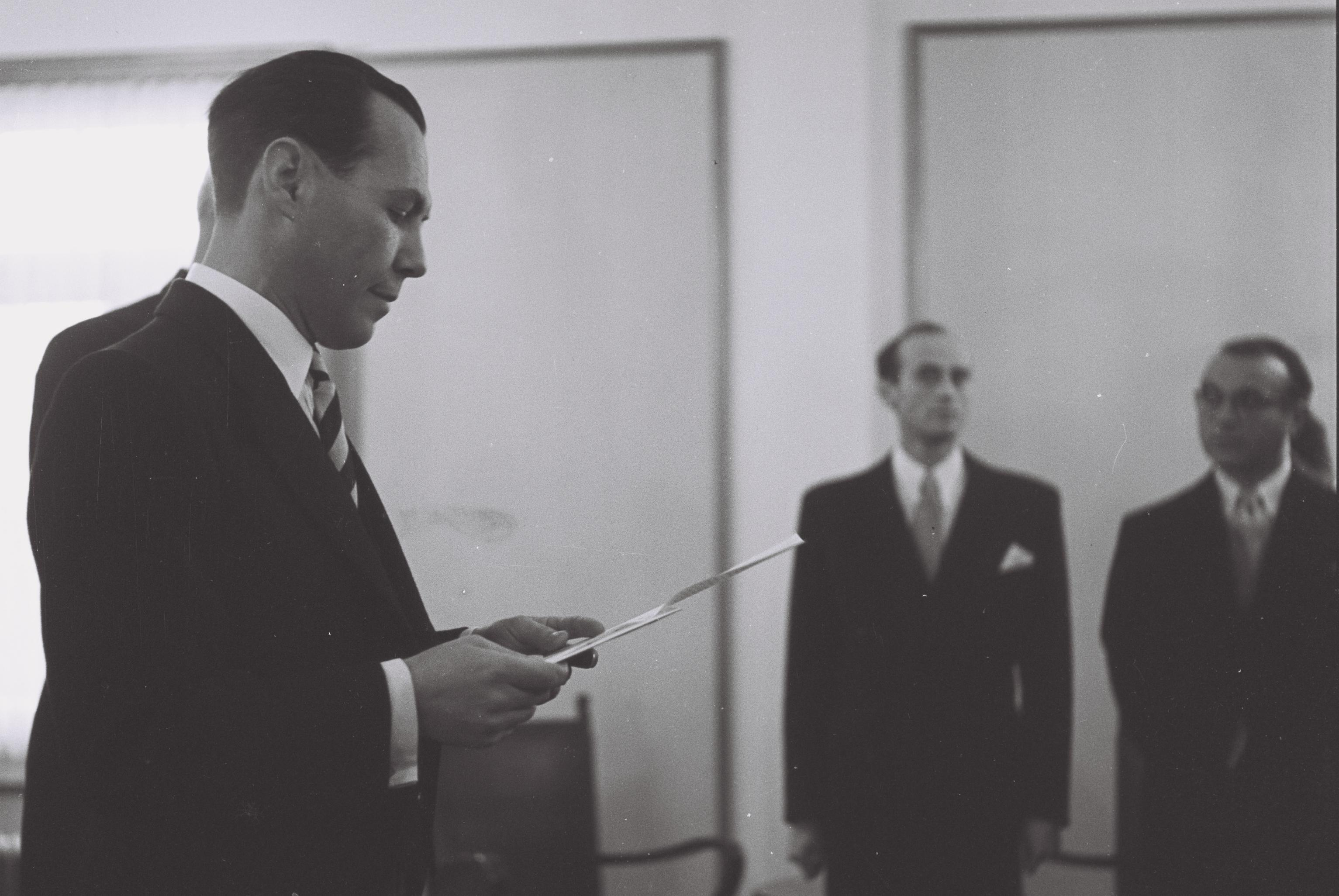
Goldstücker som ambassadör i Israel 1950.

Eduard Goldstücker, född 30 maj 1913 i Podbiel i Österrike-Ungern, död 23 oktober 2000 i Prag, var en tjeckoslovakisk litteraturvetare och diplomat.
Goldstücker växte upp i Podbiel och Košice och påbörjade 1931 studier i Prag; samtidigt gick han med i Tjeckoslovakiska kommunistpartiet. När Tjeckoslovakien blev ockuperad av Nazityskland 1939 flydde han tillsammans med sin fru till England där han slutförde sina studier vid Oxfords universitet samt ingick i den tjeckoslovakiska exilregeringen i London. Vid University of Sussex var han verksam som professor i jämförande litteraturvetenskap. År 1944 började han sin diplomatiska karriär som kulturattaché i Paris. Efter andra världskriget återvände han till Prag och mellan 1949 och 1951 tjänstgjorde han som Tjeckoslovakiens förste ambassadör i Israel.
I december 1951 anklagades Goldstücker för spioneri och högförräderi, greps och arresterades. Han dömdes till livstids fängelse, tillbringade 18 månader i isoleringscell och sattes i tvångsarbete i urangruvan i Jáchymov. Han rehabiliterades 1956 varpå han började undervisa i germanistik vid Karlsuniversitetet i Prag. Bland hans forskningsintressen fanns tyskspråkiga författare verksamma i Prag, särskilt Franz Kafka, som även var fokus för den inflytelserika konferens han anordnade 1963 i Liblice.
Efter Pragvårens krossande 1968 tvingades Goldstücker återigen till flykt och återgick till professorstjänsten vid University of Sussex. Han återkom dock till Prag efter kommunismens fall 1989.